# Пугач суматранський
Пугач суматранський (Bubo sumatranus)  — вид птахів з роду пугач, родини совових. Країни поширення: Бруней, Кокосові острови, Індонезія, Малайзія, М'янма, Сінгапур та Таїланд.